# Kursächsischer Viertelmeilenstein Bahretal

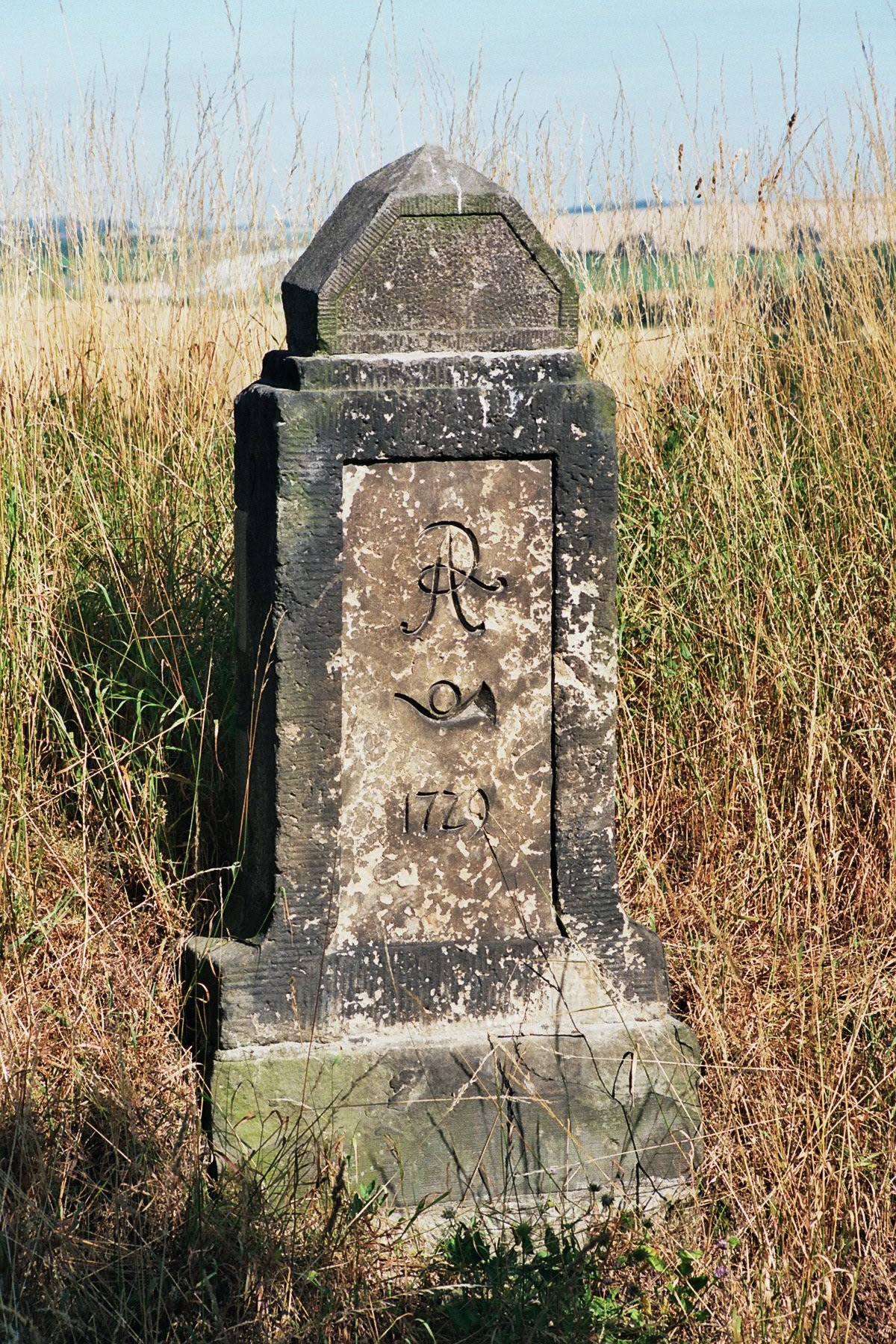
Viertelmeilenstein bei der Eulmühle

Der denkmalgeschützte kursächsische Viertelmeilenstein Bahretal gehört zu den Postmeilensäulen, die im Auftrag des Kurfürsten Friedrich August I. von Sachsen durch den Land- und Grenzkommissar Adam Friedrich Zürner in der 1. Hälfte des 18. Jahrhunderts im Kurfürstentum Sachsen errichtet worden sind. Er befindet sich in der Nähe der Eulmühle in einem Hohlweg der Alten Dresden-Teplitzer Poststraße im Ortsteil Niederseidewitz der osterzgebirgischen Gemeinde Bahretal im Landkreis Sächsische Schweiz-Osterzgebirge.

## Geschichte
Der Stein trägt die Jahreszahl 1729 und die Reihennummer 9. Das Kopfstück des Steines wurde 1965 bei seiner Wiederaufstellung ergänzt. 1983 fiel es erneut ab und musste befestigt werden. 2012 erfolgte im Auftrag der Gemeinde Bahretal eine Sicherung des Steines auf neuem Fundament und die Drehung in die Originalausrichtung.